# Saison 5 d'Objectif Top Chef
 (août 2025).
Motif : Sources ? Intérêt encyclopédique ?
- Archive Wikiwix
- Bing
- Cairn
- DuckDuckGo
- E. Universalis
- Gallica
- Google
- G. Books
- G. News
- G. Scholar
- Persée
- Qwant
- (zh) Baidu
- (ru) Yandex
- (wd) trouver des œuvres sur Wikidata

| 1. | Préciser le motif de la pose du bandeau. | Précisez le motif de la pose du bandeau en utilisant la syntaxe suivante : {{admissibilité à vérifier\|date=août 2025\|motif=remplacez ce texte par le motif}}                                    |
| 2. | Informer les utilisateurs concernés.     | Pensez à avertir le créateur de l'article, par exemple, en insérant le code ci-dessous sur sa page de discussion : {{subst:avertissement admissibilité à vérifier\|Saison 5 d'Objectif Top Chef}} |

Ne doit pas être confondu avec Saison 5 de Top Chef.
La cinquième saison de Objectif Top Chef, est une émission de télévision franco-belge de téléréalité culinaire, diffusée sur M6 du 28 octobre 2019 au 3 janvier 2020 et sur RTL-TVI. Elle est animée par le chef cuisinier Philippe Etchebest et produite par Studio 89 Productions (Groupe M6).
La saison 5 a été tournée pendant l'été 2019 au Château La Lagune en Gironde. Après leur diffusion, les épisodes sont également disponibles en replay pendant quelques semaines sur le service 6play et sur le site 6play.fr.
Des apprentis cuisiniers et des amateurs sont sélectionnés lors d'épreuves en Gironde et se voient imposer des défis gastronomiques autour de produits spécifiques ou de plats à revisiter. Plusieurs chefs étoilés participent au jury final.
L'amateur Gratien Leroy est le vainqueur de cette saison et intègre la brigade de Philippe Etchebest dans la saison 11 de Top Chef, diffusée sur M6 en 2020.

## Candidats
La saison 5 voit 108 candidats s'affronter parmi lesquels 28 amateurs. L'identité des candidats est indiquée plus bas dans les résumés des semaines 1 à 9.
| Région                     | Participants à Objectif Top Chef | dont : amateurs | Qualifiés en finale de la semaine | Qualifiés en finale nationale |
| -------------------------- | -------------------------------- | --------------- | --------------------------------- | ----------------------------- |
| Auvergne-Rhône-Alpes       | 8                                | 4               | 3                                 | 1                             |
| Bourgogne-Franche-Comté    | 3                                |                 |                                   |                               |
| Bretagne                   | 8                                |                 | 2                                 |                               |
| Centre-Val de Loire        | 0                                |                 |                                   |                               |
| Corse                      | 1                                | 1               |                                   |                               |
| Grand Est                  | 12                               | 2               | 5                                 | 2                             |
| Hauts-de-France            | 5                                |                 | 1                                 |                               |
| Île-de-France              | 28                               | 6               | 9                                 | 1                             |
| Normandie                  | 6                                | 3               | 4                                 | 1                             |
| Nouvelle-Aquitaine         | 8                                | 4               | 1                                 | 1                             |
| Occitanie                  | 3                                |                 | 1                                 |                               |
| Pays de la Loire           | 6                                | 2               | 1                                 |                               |
| Provence-Alpes-Côte d'Azur | 8                                | 2               | 2                                 | 1                             |
| Belgique                   | 8                                | 5               | 2                                 | 1                             |
| Autre                      | 4                                | 2               | 2                                 | 1                             |
| Total                      | 108                              | 28              | 36                                | 9                             |

## Semaines 1 à 9 - Sélections pour les quarts de finale

### Principe

#### Sélections sur le plat libre et labattle
Pendant les neuf premières semaines, dans chaque émission d'Objectif Top Chef diffusée sur M6 du lundi au jeudi, trois apprentis ou trois amateurs présentent individuellement un plat libre à Philippe Etchebest. Celui-ci, après dégustation, note chaque réalisation en lui donnant de une à cinq étoiles. 
Avec cinq étoiles, le candidat est assuré de participer à l'épreuve suivante, appelée battle. S'il a moins, sa participation à la suite du concours dépend des notes obtenues par les deux autres candidats montrés lors de la même émission.
Les deux meilleurs candidats de l'émission s'affrontent ensuite sur un thème imposé lors de la battle. Chaque battle est précédée d'une séquence montrant Camille Delcroix, vainqueur de la saison 9 de Top Chef, présentant aux téléspectateurs une recette possible sur le thème de l'épreuve. Les candidats disposent d'une heure trente pour réaliser leur plat sur le thème imposé. Le vainqueur est désigné par Philippe Etchebest après dégustation. Il est qualifié pour la finale de la semaine qui est diffusée le vendredi suivant.
| Note sur le plat libre | Nombre de candidats ayant reçu cette note | Nombre de candidats qualifiés en battle | Pourcentage de qualification en battle | Nombre de candidats qualifiés en finale de la semaine | Pourcentage de qualification en finale de la semaine | Nombre de candidats qualifiés en quarts de finale |
| ---------------------- | ----------------------------------------- | --------------------------------------- | -------------------------------------- | ----------------------------------------------------- | ---------------------------------------------------- | ------------------------------------------------- |
| 5/5 étoiles            | 24                                        | 24                                      | 100 %                                  | 14                                                    | 58 %                                                 | 5                                                 |
| 4/5 étoiles            | 33                                        | 31                                      | 94 %                                   | 16                                                    | 48 %                                                 | 4                                                 |
| 3/5 étoiles            | 29                                        | 16                                      | 59 %                                   | 6                                                     | 22 %                                                 | 0                                                 |
| 2/5 étoiles            | 15                                        | 1                                       | 8 %                                    | 0                                                     | 0 %                                                  | 0                                                 |
| 1/5 étoile             | 6                                         | 0                                       | 0 %                                    | 0                                                     | 0 %                                                  | 0                                                 |
| Abandons               | 1                                         |                                         |                                        |                                                       |                                                      |                                                   |
| Total                  | 108                                       | 72                                      | -                                      | 36                                                    | -                                                    | 9                                                 |

#### Finale de la semaine
Dans la finale de la semaine, diffusée chaque vendredi sur M6, les quatre meilleurs candidats de la semaine doivent marquer le plus de points possible au cours des deux épreuves proposées par le chef Etchebest.
- Dans l'épreuve no 1, les candidats sont associés par binôme et doivent réaliser un plat gastronomique sur un programme imposé. Au sein d'un binôme, les deux candidats élaborent la recette et réalisent les préparations ensemble, mais effectuent chacun leur propre dressage individuellement. Un point est donné au candidat qui a le meilleur visuel dans chaque binôme. Ensuite, après que Philippe Etchebest a dégusté la plus belle assiette de chaque binôme, un point est donné aux deux candidats du binôme dont le plat a le meilleur goût.
- Dans l'épreuve no 2, les candidats ont une heure pour réaliser un trompe-l’œil libre. Le chef déguste à l'aveugle et donne quatre points à la meilleure assiette, trois points à la deuxième, deux points à la troisième et un seul point à la dernière.

A l'issue des deux épreuves, le candidat ayant marqué le plus de points est qualifié pour les quarts de finale. En cas d'ex æquo, c'est Philippe Etchebest qui départage les candidats.

### Semaine 1
La saison 5 débute directement par la nouveauté de cette saison : la qualification d'amateurs. L'émission du Lundi voit Philippe Etchebest tester trois amateurs, passionnés de cuisine ou désirant se réorienter vers la gastronomie. Dans cette première émission c'est l'amatrice Coline Pouillart, ingénieure en agroalimentaire, qui se qualifie. Les trois émissions suivantes sont consacrées à des apprentis et voient les qualifications de Quentin Cadei, Habib Aifa et Gustave Hardy pour la finale de la semaine.
La première finale de la semaine met aux prises les quatre candidats qualifiés du Lundi au Jeudi. L'épreuve no 1 est une épreuve par équipes. Gustave est associé à Quentin, tandis que Coline est associée à Habib. Ils doivent réaliser en 1 heure un plat gastronomique autour du rôti de bœuf avec une cuisson saignante.
L'épreuve n°2 est individuelle et consiste à réaliser un trompe-l’œil libre, dégusté à l'aveugle par Philippe Etchebest.
À l'issue de cette première finale de la semaine, trois des candidats arrivent premiers ex æquo avec quatre points. C'est Philippe Etchebest qui départage les candidats au vu de la globalité de leur parcours et il décide de qualifier Coline Pouillart pour les quarts de finale d'Objectif Top Chef.

### Semaine 2
En  semaine 2, les quatre candidats qualifiés pour la finale de la semaine sont les apprentis Armand, Dylan Colven et Gaëtan Tartas. Ils feront face à l'amatrice belge Manon De Meersman, qualifiée face à deux autres amateurs dans l'émission du Mardi 5 novembre.
En finale de la semaine, avant l'épreuve individuelle du trompe l’œil, les candidats s'affrontent en équipe dans l'épreuve no 1, dans laquelle ils ont une heure pour travailler le foie gras en sucré-salé. Dans les équipes, Manon est associée à Gaëtan, tandis qu'Armand est associé à Dylan.

L'épreuve n°2 est individuelle et consiste à réaliser un trompe-l’œil libre, dégusté à l'aveugle par Philippe Etchebest.
À l'issue de cette seconde finale de la semaine, c'est Armand, arrivé premier avec cinq points, qui est qualifié.

### Semaine 3
En semaine 3, les quatre candidats retenus pour la finale de la semaine sont les apprentis Théo Taviani, Léo Obrecht, Claire Lanciaux et l'amateur Vincent Mallo.
En finale de la semaine, pour la première épreuve, Claire est associée à Léo et Vincent à Théo. Ils doivent élaborer en 1 heure une assiette qui sublime le mignon de porc.

La seconde épreuve, individuelle, consiste à réaliser un trompe-l’œil libre, dégusté à l'aveugle par Philippe Etchebest.
À l'issue de cette troisième finale de la semaine, deux candidats arrivent premiers ex æquo avec cinq points. Philippe Etchebest départage les candidats au vu de la globalité de leur parcours et il décide de qualifier Claire Lanciaux pour les quarts de finale d'Objectif Top Chef.

### Semaine 4
La semaine 4 recèle une petite surprise pour le chef Philippe Etchebest. Lors de l'émission du mardi, un amateur de 28 ans, Loïc Goffart, se fait passer pour un apprenti de 23 ans, afin d'être noté comme s'il était apprenti sur son plat libre. Le stratagème fonctionne. Ce candidat se qualifie lors des battles. Lors de l'émission du mercredi consacrée aux amateurs, c'est Léa Doyen qui se qualifie. Les deux autres journées voient les apprentis Gautier Debast et Vikram Singh se qualifier.
La finale de la semaine 4 est particulière : elle voit deux amateurs (Loïc Goffart et Léa Doyen) au lieu d'un seul habituellement, affronter deux apprentis (Gautier Debast et Vikram Singh). Pour l'épreuve n°1, Léa est associée à Gautier, face au binôme Loïc-Vikram. Ils ont une heure pour réaliser un dessert autour de la pêche.

La seconde épreuve, individuelle, consiste à réaliser un trompe-l’œil libre, dégusté à l'aveugle par Philippe Etchebest.
Comme dans la finale de la première semaine, trois des candidats arrivent premiers ex æquo avec quatre points. C'est Philippe Etchebest qui départage les candidats au vu de la globalité de leur parcours et il décide de qualifier Loïc Goffart pour les quarts de finale d'Objectif Top Chef.

### Semaine 5
En semaine 5, on découvre la candidate la plus jeune de l'émission, l'apprentie de 16 ans Sarah Nicolle. Elle se qualifie pour les battles mais perd son duel face à l'apprenti de 17 ans Allan Gloaguen qui se qualifie pour la finale de la semaine, de même que les apprentis Yannick Melin et Pedro Pecastaing ainsi que l'amateur Laurent Dormio.
Dans la première épreuve de la finale de la semaine 5, Philippe Etchebest demande aux candidats de réaliser un plat gastronomique en mettant le chou-fleur au centre de l'assiette. Pour cette épreuve par équipes, Allan est associé à Yannick, tandis que Laurent est mis en binôme avec Pedro.

La seconde épreuve, individuelle, consiste à réaliser un trompe-l’œil libre, dégusté à l'aveugle par Philippe Etchebest.
À l'issue de cette finale de la semaine, c'est Yannick Melin, seul en tête avec cinq points, qui est qualifié.

### Semaine 6
La semaine 6 commence par l'émission consacrée aux amateurs et c'est Gratien Leroy qui se qualifie pour la finale de la semaine. Il est rejoint par les trois apprentis qualifiés les jours suivants : Nicolas Tavernier, Valéria Fonteneau et Baptiste Cugge.
En finale de la semaine 6, sur la première épreuve par équipes, les binômes sont Gratien/Baptiste et Valéria/Nicolas. Les deux équipes doivent réaliser un plat gastronomique autour du ris de veau.

La seconde épreuve, individuelle, consiste à réaliser un trompe-l’œil libre, dégusté à l'aveugle par Philippe Etchebest.
A l'issue de cette finale c'est l'amateur Gratien Leroy qui fait carton plein, arrive premier avec six points et se qualifie en quarts de finale.

### Semaine 7
En semaine 7, dans l'épisode du mardi, l'apprenti Jérémie est accompagné dans le concours par son chef, Jérémie Izarn, gagnant de la saison 8 de Top Chef, et ancien candidat ayant démarré dans la brigade de Philippe Etchebest. Il perd en battle face à Samuel Doublet, qualifié comme les autres apprentis Rémy Mariolles et Yasmine Beltifa. L'épisode du jeudi voit trois amateurs s'affronter et Matthieu Chambrier se qualifie à l'issue d'une battle face à un adversaire qui n'a pas eu le temps de dresser son assiette.
En finale de cette semaine, les apprentis Samuel, Rémy et Yasmine et l'amateur Matthieu s'affrontent dans une première épreuve par équipe. Rémy est en binôme avec Yasmine et Samuel avec Mathieu, et ils doivent réaliser un plat autour de la roussette.

La seconde épreuve, individuelle, consiste à réaliser un trompe-l’œil libre, dégusté à l'aveugle par Philippe Etchebest.
Après les deux épreuves, l'amateur Mathieu est dernier au score et Philippe Etchebest doit départager les trois apprentis arrivés premiers ex æquo avec quatre points chacun. Il choisit de qualifier Yasmine Beltifa, 16 ans, en quarts de finale.

### Semaine 8
Dans le premier épisode de la semaine, Sophie, en reconversion à 57 ans comme apprentie dans un restaurant deux étoiles, se fait passer pour la mère d'une candidate qui n'aurait pas osé présenter son plat libre elle-même. Elle est qualifiée en battle mais s'incline face à Théo Grandidier, qui avait obtenu 5 étoiles pour son plat libre que le chef Etchebest considère comme un des «très jolis» plats qui lui ont été présentés depuis le début du concours. Les deux autres apprentis qualifiés cette semaine sont Ronan Laval le mardi et Victor Beaudry le mercredi. L'émission du vendredi est consacré aux amateurs. On y voit Maxime, fan de l'émission Top Chef depuis son commencement et qui a appris les techniques de cuisine en regardant les émissions. Il se qualifie en battle mais s'incline face à Virginie Paint.
La finale de la semaine 8 est diffusée le vendredi. La première épreuve par équipes a pour thème une revisite gastronomique de la quiche lorraine. Virginie est en binôme avec Victor tandis que le lorrain Théo est associé à Ronan.

Les candidats participent ensuite à une seconde épreuve, individuelle, dans laquelle ils doivent réaliser un plat ou dessert en trompe l’œil.
Après les deux épreuves, Ronan et Théo sont premiers ex æquo avec cinq points chacun. C'est Philippe Etchebest qui départage les deux candidats et il qualifie Théo Grandidier en quarts de finale.

### Semaine 9
En semaine 9, parmi les apprentis, Philippe Etchebest qualifie cette semaine Antoine Miranda, Alexis Rives et Adrien Glorieux. Lors de l'émission du mercredi, il prend au mot un jeune candidat de 18 ans (Thomas), qui se dit prêt à relever tous les défis et lui demande de lui cuisiner un second plat. La dernière journée de présentation des plats libre de la saison 5 est, comme la toute première, consacrée aux amateurs et c'est Virginie Blesse qui se qualifie.
La première épreuve de la finale de la semaine 9 consiste à revisiter le tajine avec du pois chiche. Cette épreuve par équipes associe Antoine et Virginie contre Alexis et Adrien.
La seconde épreuve est individuelle et consiste à préparer un trompe l’œil libre.
Au terme des deux épreuves de cette finale, Antoine Miranda est premier avec 6 points et se qualifie donc en quarts de finale.

## Semaine 10 - Finale nationale
Les émissions du lundi 30 décembre au mercredi 1er janvier sont consacrées aux quarts de finale. L'émission du jeudi 2 janvier est consacrée à la demi-finale et met aux prises les trois meilleurs candidats issus des quarts de finale. 
Enfin la finale lors de l'émission du vendredi 3 janvier permet de savoir qui des deux meilleurs candidats va intégrer la brigade de Philippe Etchebest dans la saison 11 de Top Chef.
| Semaine   | Candidat         | Âge    | Localisation                    | Profession                          | Résultat des quarts de finale | Résultat de la demi-finale | Résultat de la finale |
| --------- | ---------------- | ------ | ------------------------------- | ----------------------------------- | ----------------------------- | -------------------------- | --------------------- |
| Semaine 1 | Coline Pouillart | 27 ans | Caen (Calvados)                 | Ingénieure en agroalimentaire       | Éliminée                      | -                          | -                     |
| Semaine 2 | Armand           | 22 ans | -                               | 2e année BTS                        | Éliminé                       | -                          | -                     |
| Semaine 3 | Claire Lanciaux  | 22 ans | Paris                           | 2e année BTS                        | Éliminée                      | -                          | -                     |
| Semaine 4 | Loïc Goffart     | 28 ans | Aywaille (Belgique)             | Architecte / chef de chantier       | Éliminé                       | -                          | -                     |
| Semaine 5 | Yannick Melin    | 18 ans | Bonneville (Haute-Savoie)       | Terminale Bac professionnel Cuisine | Qualifié                      | Qualifié                   | Finaliste             |
| Semaine 6 | Gratien Leroy    | 29 ans | Charleville-Mézières (Ardennes) | Comptable                           | Qualifié                      | Qualifié                   | Vainqueur             |
| Semaine 7 | Yasmine Beltifa  | 16 ans | Marseille (Bouches-du-Rhône)    | 2e année Bac professionnel cuisine  | Éliminée                      | -                          | -                     |
| Semaine 8 | Théo Grandidier  | 19 ans | Andilly (Meurthe-et-Moselle)    | Chef de partie                      | Qualifié                      | Éliminé                    | -                     |
| Semaine 9 | Antoine Miranda  | 21 ans | La Teste-de-Buch (Gironde)      | Chef de partie                      | Éliminé                       | -                          | -                     |

### Quarts de finale
Sur chacune des trois émissions consacrées aux quarts de finale, trois candidats s'affrontent au cours de deux épreuves individuelles. Un candidat est éliminé à la fin de la première épreuve et la seconde épreuve détermine lequel des deux candidats restant est qualifié en demi-finale.
Le premier quart de finale met face à face l'amateur Gratien Leroy, surnommé par Philippe Etchebest «le sanglier des Ardennes», et les deux apprentis Antoine Miranda et Claire Lanciaux. Le thème de la première épreuve est donné par Gilles Goujon, qui leur demande, en hommage à son mentor Roger Vergé, de travailler la fleur de courgette en 1h30. Les plats des candidats sont dégustés par Gilles Goujon et Philippe Etchebest. À l'issue des dégustations, les chefs indiquent qu'ils ont eu un coup de cœur pour l'assiette de Gratien Leroy. Ils éliminent l'assiette de Claire Lanciaux, qui n'avait pas tenu compte pendant les préparatifs des réserves émises par les chefs sur son intention de proposer un gravlax de cabillaud. Gratien et Antoine s'affrontent lors d'une seconde épreuve dont le thème (revisite gastronomique de la tarte aux pommes) est donné par Philippe Etchebest. À l'issue de la dégustation, Philippe Etchebest qualifie Gratien Leroy pour la demi-finale.
Dans le second quart de finale, les apprentis Yannick Melin et Armand font face à l'amatrice Coline Pouillart. Sur l'épreuve de revisite gastronomique de la bouillabaisse, proposée par le chef Lionel Lévy, Coline énonce la proposition de recette qui séduit le plus Philippe Etchebest, mais la réalisation ne lui permet pas de devancer Armand, qualifié en première place, et Yannick, qualifié en seconde place. Ces deux candidats s'affrontent ensuite sur une seconde épreuve consacrée à l’œuf, et c'est Yannick Melin qui séduit le plus le chef Philippe Etchebest et se qualifie en demi-finale.
Dans le dernier quart de finale, il y a encore un amateur, le Belge Loïc Goffart, face à deux apprentis : Théo Grandidier et Yasmine Beltifa. Dans la première épreuve, Régis Marcon demande aux trois candidats de travailler la truite. Loïc est handicapé par son manque de technique et prend plus de temps que les apprentis pour lever les filets de truite. Il ne peut pas réaliser autant de préparations que ses concurrents et cela favorise peut-être son élimination à l'issue de l'épreuve qui voit arriver Théo en tête, suivi de Yasmine. La seconde épreuve est consacrée au potimarron. Yasmine réalise de belles préparations mais le résultat est trop sucré et se rapproche plutôt du dessert alors qu'elle avait annoncé une entrée. Philippe Etchebest considère que le plat est hors sujet et qualifie Théo Grandidier en demi-finale en le mettant en garde contre le niveau de ses futurs concurrents,,.
| Émission                  | Candidat         | Chef de l'épreuve n°1 | Épreuve n°1                                                                                                   | Préparation annoncée | Résultat                                                   | Épreuve n°2                                                                           | Résultat                |
| ------------------------- | ---------------- | --------------------- | --- | --- | ---------------------------------------------------------- | ------------------------------------------------------------------------------------- | ----------------------- |
| Lundi 30 décembre 2019    | Antoine Miranda  | Gilles Goujon         | (Hommage à Roger Vergé) Réaliser un plat gastronomique à base de fleur de courgette et de courgette en 1 h 30 | Sauce hollandaise aromatisée au jus de cabillaud, fleur de courgette cuisson vapeur farcie cabillaud-tomates confites-courgette-basilic-piment d'Espelette-citron, fleur de courgette farcie aux champignons, lamelles de courgette dressées en cannellonis, girolles                                    | en seconde place pour la seconde épreuve                   | Réaliser une version gastronomique de la tarte aux pommes en 1 h 0                    | Éliminé                 |
| Lundi 30 décembre 2019    | Gratien Leroy    | Gilles Goujon         | (Hommage à Roger Vergé) Réaliser un plat gastronomique à base de fleur de courgette et de courgette en 1 h 30 | Fleur de courgette farcie aux légumes du soleil (courgette-poivron-tomates confites-tomates ananas-basilic), déglacée à l'anisette, pointe de courgette rôtie, vinaigrette à l'huile de basilic, purée de courgette montée à l'huile d'olive, pesto de peaux de courgette, tuiles de fleurs de courgette | Qualifié pour la seconde épreuve (et coup de cœur du jury) | Réaliser une version gastronomique de la tarte aux pommes en 1 h 0                    | Qualifié en demi-finale |
| Lundi 30 décembre 2019    | Claire Lanciaux  | Gilles Goujon         | (Hommage à Roger Vergé) Réaliser un plat gastronomique à base de fleur de courgette et de courgette en 1 h 30 | Purée de courgette, fleur de courgette farcie avec une compotée poivron-olive-tomate, copeaux de courgette roulés avec une marmelade citron, tempura de fleur de courgette, gravelax de cabillaud | Éliminée                                                   | Réaliser une version gastronomique de la tarte aux pommes en 1 h 0                    | -                       |
| Mardi 31 décembre 2019    | Yannick Melin    | Lionel Lévy           | Réaliser une version gastronomique de la bouillabaisse en 1h30                                                | Jus de poisson de roche, garniture (vert de poireau-oignons-ail-tomates), bouillon au zeste d'agrumes, fenouil rôti sur les épluchures, rouget, Saint-pierre, rouille violette | Qualifié en seconde place pour la seconde épreuve          | Sublimer l’œuf en 1h                                                                  | Qualifié en demi-finale |
| Mardi 31 décembre 2019    | Armand           | Lionel Lévy           | Réaliser une version gastronomique de la bouillabaisse en 1h30                                                | Soupe de rouget et Saint-pierre, rouille, brunoise de légumes de soleil, chips de peau de Saint-pierre réduit en poudre et mélangé au piment d'Espelette | Qualifié en première place pour la seconde épreuve         | Sublimer l’œuf en 1h                                                                  | Éliminé                 |
| Mardi 31 décembre 2019    | Coline Pouillart | Lionel Lévy           | Réaliser une version gastronomique de la bouillabaisse en 1h30                                                | Soupe de poisson de roche, carpaccio de Saint-pierre anisé, rouget mariné au pastis et flambé au chalumeau, poulpe saisi dans un bouillon de romarin, espuma de rouille avec de la ricotta, suite d'ails                                                                                                 | Éliminée                                                   | Sublimer l’œuf en 1h                                                                  | -                       |
| Mercredi 1er janvier 2020 | Yasmine Beltifa  | Régis Marcon          | Réaliser un plat gastronomique à base de truite en 1h30                                                       | Truite en trois textures : filets de truite poêlés, champignons, ceviche de truite, ananas, citron caviar, zeste de citron jaune et vert, fumet de truite à la verveine | Qualifiée en seconde place pour la seconde épreuve         | Réaliser un plat gastronomique en mettant le potimarron au centre de l'assiette en 1h | Éliminée                |
| Mercredi 1er janvier 2020 | Théo Grandidier  | Régis Marcon          | Réaliser un plat gastronomique à base de truite en 1h30                                                       | Truite au bleu revisitée «au vert» : cuite vapeur, nappée d'un beurre blanc à l'oseille et à la Chartreuse, épinards avec une tartelette avocat et agrumes, guacamole garnis d'avocats rôtis, pickles de champignons                                                                                     | Qualifié en première place pour la seconde épreuve         | Réaliser un plat gastronomique en mettant le potimarron au centre de l'assiette en 1h | Qualifié en demi-finale |
| Mercredi 1er janvier 2020 | Loïc Goffart     | Régis Marcon          | Réaliser un plat gastronomique à base de truite en 1h30                                                       | Truite en deux façons, truite rôtie à la poêle, tartare de truite avec tige d'oseille, poireau brûlé a la poêle, chips de peau de truite, purée d'oseille, fumet de poisson | Éliminé                                                    | Réaliser un plat gastronomique en mettant le potimarron au centre de l'assiette en 1h | -                       |

### Demi-finale
La demi-finale oppose l'amateur Gratien Leroy et les apprentis Yannick Melin et Théo Grandidier, au cours de deux épreuves.
La première épreuve est inspirée de l'épreuve emblématique de Top Chef, « Qui peut battre... ? ». Les trois candidats sont opposés à Samuel Albert, vainqueur de la saison 10 de Top Chef. Ils disposent d'1h30 pour réaliser un dessert de légumes, tandis que Samuel Albert n'aura qu'une heure pour réaliser le sien. Philippe Etchebest classe à l'aveugle les quatre desserts après dégustation. Les candidats qui se classent devant Samuel Albert se qualifient directement pour la finale. Les autres se départagent au cours d'une seconde épreuve.
Philippe Etchebest déguste d'abord « La tartelette au radis et à l'hibiscus » de Théo, qu'il trouve superbement dressée et très bonne mais dans lequel il ne ressent pas suffisamment le goût du radis. Le dessert de Yannick, « Infusion et douceurs au fenouil », est jugé assez équilibré, avec un manque de générosité sur le fenouil. L'assiette « Mousse et sorbet au butternut » de Samuel Albert n'enthousiasme pas le chef Etchebest sur le visuel mais se révèle très harmonieuse en bouche. Le dessert « Quand la carotte se prend pour un dessert » de Gratien est jugé un peu simple sur la présentation, «marche bien» selon les propos d'Etchebest, mais le goût de la carotte n'est pas assez présent au goût du chef.
L'assiette de Yannick Melin se classe en première place, seule devant celle de Samuel Albert. Il est donc qualifié directement en finale du concours. Samuel Albert est classé second, devant les deux autres candidats qui doivent donc se départager au cours d'une ultime épreuve d'une heure au cours de laquelle les candidats doivent revisiter la tartiflette. À l'issue de ce duel c'est l'amateur Gratien Leroy qui se qualifie à son tour pour la finale.

| Emission             | Candidat        | Épreuve n°1                                                          | Plat du candidat                            | Classement | Résultat                                   | Épreuve n°2                    | Résultat |
| -------------------- | --------------- | -------------------------------------------------------------------- | ------------------------------------------- | ---------- | ------------------------------------------ | ------------------------------ | -------- |
| Jeudi 2 janvier 2020 | Gratien Leroy   | Qui peut battre Samuel Albert ? sur le thème : le dessert de légumes | «Quand la carotte se prend pour un dessert» | 3          | Jouera sa qualification en seconde épreuve | Revisiter la tartiflette en 1h | Qualifié |
| Jeudi 2 janvier 2020 | Yannick Melin   | Qui peut battre Samuel Albert ? sur le thème : le dessert de légumes | «Infusion et douceurs au fenouil»           | 1          | Qualifié directement en finale             | Revisiter la tartiflette en 1h | -        |
| Jeudi 2 janvier 2020 | Théo Grandidier | Qui peut battre Samuel Albert ? sur le thème : le dessert de légumes | «La tartelette au radis et à l'hibiscus»    | 4          | Jouera sa qualification en seconde épreuve | Revisiter la tartiflette en 1h | Éliminé  |
| Jeudi 2 janvier 2020 | Samuel Albert   | Qui peut battre Samuel Albert ? sur le thème : le dessert de légumes | «Mousse et sorbet au butternut»             | 2          |                                            |                                |          |

### Finale
La finale est diffusée lors de l'émission du vendredi 3 janvier 2020. Elle oppose l'apprenti Yannick Melin à l'amateur Gratien Leroy.
Les finalistes doivent réaliser, chacun avec sa brigade constituée d'anciens candidats, un menu composé d'un plat et un dessert pour un jury composé de Philippe Etchebest, Michel Guérard, Pierre Gagnaire et Mauro Colagreco. Dans cette épreuve, les deux finalistes sont vêtus de la veste de cuisine «Objectif Top Chef».
Gratien Leroy est épaulé par Théo Grandidier (apprenti demi-finaliste) et par Coline Pouillart (amatrice quart de finaliste). Son menu comprend un plat de selle d'agneau et un dessert autour de la burrata.
Yannick Melin a une brigade constituée de l'apprentie Yasmine Beltifa et de l'amateur Loïc Goffart, tous deux quart-de-finalistes. Il choisit de présenter un plat de bœuf-carottes inspiré d'une recette de sa mère et un dessert autour de la pomme Granny Smith.
| Emission                | Candidat      | Préparation annoncée en début d'épreuve | Difficultés rencontrées par le candidat (selon le montage et commentaire) | Réactions du candidat (selon le montage et commentaire) | Nom du plat présenté en fin d'épreuve | Commentaires du jury |
| ----------------------- | ------------- | --- | --- | --- | ------------------------------------- | --- |
| Vendredi 3 janvier 2020 | Gratien Leroy | Plat de selle d'agneau : selle d'agneau rôtie à la poêle, cuisson rosée à cœur, crème de carottes, gel de carottes avec soja et gingembre, carottes glacées au jus de carotte, tombée de girolles, raviole farcie à la mousse de brebis                                                                             | - Gratien suit trop les conseils de Théo au lieu de le coacher et met trop d'eau au moment de cuire son jus. - Philippe Etchebest émet des doutes sur le goût du jus d'agneau - Gratien cuit trop sa viande.             | - Ajoute dans son jus le produit du déglaçage de sa poêle pour rajouter du goût d'agneau                                                                                                   | Agneau rôti et ravioles de brebis     | Michel Guérard : «c'est charmant», «on a vraiment dépassé la cuisson», «plat gracieux» Pierre Gagnaire : «belle assiette, c'est élégant», «bon et goûteux», «joli plat» Mauro Colagreco : «ravioli bien travaillé», «farce avec une acidité qui relève le plat», «cuisson trop poussée mais il y a quand même de la tendreté» Philippe Etchebest : «la proportion de la garniture est trop importante», «ensemble plutôt réussi» |
| Vendredi 3 janvier 2020 | Gratien Leroy | Dessert autour de la burrata, accords fruits rouges, pistaches et basilic : dôme de mousse à la burrata avec un insert pesto basilic et pistaches, disque de pâte sablée avec des framboises sautées au beurre et des fraises des bois taillées crues, granité basilic-vinaigrette à l'eau de burrata               | | - Prend confiance dans son rôle de chef de brigade | Dôme de burrata                       | Michel Guérard : «assez joli comme présentation», «je ne suis pas un fana de la burrata et pourtant le côté amusant de la préparation m'a incité à la déguster et je ne suis pas déçu», «par contre, j'aime moins le granité que je ne comprends pas» Pierre Gagnaire : «la burrata, c'est une bonne idée», «le granité aurait peut-être eu sa place à part, il va fondre et il va mouiller le biscuit» Mauro Colagreco : «dessert très osé», «l'idée est belle», «il y a des idées en trop», «j'aurais mis le granité à côté», «l'intérieur du dôme est bien travaillé mais la farce je l'aurais vue plus comme une crème qui aurait coulé» Philippe Etchebest : «la texture à l'intérieur ne me dérange pas», «le granité n'avait pas sa place», «c'est bien fait et c'est original» |
| Vendredi 3 janvier 2020 | Yannick Melin | Plat de bœuf-carottes : filet de bœuf mariné dans un miel-quatre-épices cuit à la poêle puis cuit basse température, jus aux quatre-épices, condiment amandes-noisettes-abricot avec miel et piment, carottes travaillées entières, une carotte creusée, garnie avec des purées et carottes de différentes couleurs | - Le jus de viande n'a pas beaucoup de goût - Ne coache pas sa brigade, découvre trop tard que les cuissons des différentes carottes confiées aux commis ne sont pas assez avancées et les purées ressortent granuleuses | - Retravaille son jus de viande avec du miel - Passe ses purées au chinois | Boeuf carottes                        | Michel Guérard : « il est très difficile d'accorder du jaune-orange de la carotte avec le rouge du bœuf, c'est un exercice extrêmement délicat et moi je trouve réussi», « un peu osé ce mélange du bœuf avec le sucré, je suis un peu gêné, mais le jus permet de joindre les deux choses » Pierre Gagnaire : «le jus est très bon», «le bœuf et le jus, on a le plat» Mauro Colagreco : «visuel assez épuré, j'aime bien», «la purée de carotte est totalement insipide», «belle cuisson du bœuf», «plat rond et intéressant, j'ai beaucoup aimé» Philippe Etchebest : «très bon jus de bœuf», «la cuisson du bœuf elle est super», «la garniture manque de caractère» |
| Vendredi 3 janvier 2020 | Yannick Melin | Dessert autour de la pomme Granny Smith : entremets pomme avec une mousse pomme et un insert pomme-vanille pris au froid, biscuit vanille, billes de pomme croquantes pochées au sirop | - Philippe Etchebest trouve qu'il manque des textures et des saveurs et de l'originalité dans tout le dessert - Loïc Goffart laisse des chutes de pomme mal taillées dans le sirop de l'insert                           | - Ajoute un bouillon frais de pomme, écorces de citron et poivre de timut - Demande à Loïc le tri des morceaux de pomme dans le sirop et demande plus de sucre et de vanille dans le sirop | Douceur acidulée pomme-vanille        | Michel Guérard : «la Granny Smith est la seule pomme qui est encore le symbole de l'acidité et je m'attendais à une acidité et une fraîcheur un peu provocante que malheureusement je ne trouve pas donc c'est un peu dommage pour moi» Pierre Gagnaire : «c'est une belle assiette», «c'est bon c'est pas trop sucré», «l'élément lui-même est plutôt bien fait», «le jus aurait dû être plus travaillé mais globalement c'est un beau dessert, gourmand» Mauro Colagreco : «c'est une jolie assiette mais les bâtons de pomme ne sont pas très bien coupés», «j'aurais joué dans le jus plus sur les épices», «je trouve de la gourmandise dans ton dessert» Philippe Etchebest : «il manque une envolée», «le bouillon je n'ai pas compris»                                         |

Après dégustation, le jury délibère pour désigner le candidat ayant réalisé le meilleur menu (plat et dessert inclus). Philippe Etchebest invite enfin les candidats à venir tirer chacun un couteau fiché dans un bloc en bois. Le dispositif présenté au vainqueur dissimule une lame en acier, tandis que l'autre dissimule une lame orange.
Au tirage, l'amateur Gratien Leroy sort une lame d'acier et découvre qu'il a remporté le concours. Philippe Etchebest précise que le menu de Gratien Leroy a fait l'unanimité du jury, et que la différence s'est faite sur le dessert.
Philippe Etchebest remet à Gratien la veste de cuisine «Top Chef» avec les manches bleues en lui disant «bienvenue dans ma brigade»,.

## Audiences
| Émission                      | Jour et horaire de diffusion             | Nombre de téléspectateurs | Part de marché sur les 4 ans et plus | Références |
| ----------------------------- | ---------------------------------------- | ------------------------- | ------------------------------------ | ---------- |
| Lancement                     | Lundi 28 octobre 2019 (18:35-19:45)      | 1 530 000                 | 8,8 %                                | [ 12 ]     |
| -                             | Mardi 29 octobre 2019 (18:35-19:45)      | 1 510 000                 | 9,0 %                                | [ 13 ]     |
| -                             | Mercredi 30 octobre 2019 (18:35-19:45)   | 1 570 000                 | 9,4 %                                | [ 14 ]     |
| -                             | Jeudi 31 octobre 2019 (18:35-19:45)      | 1 430 000                 | 9,4 %                                | [ 15 ]     |
| Finale de la semaine 1        | Vendredi 1er novembre 2019 (18:35-19:45) | 1 560 000                 | 9,4 %                                | [ 16 ]     |
| -                             | Lundi 4 novembre 2019 (18:35-19:45)      | 1 520 000                 | 8,8 %                                | [ 17 ]     |
| -                             | Mardi 5 novembre 2019 (18:35-19:45)      | 1 520 000                 | 9,0 %                                | [ 18 ]     |
| -                             | Mercredi 6 novembre 2019 (18:35-19:45)   | 1 540 000                 | 9,3 %                                | [ 19 ]     |
| -                             | Jeudi 7 novembre 2019 (18:35-19:45)      | 1 540 000                 | 9,1 %                                | [ 20 ]     |
| Finale de la semaine 2        | Vendredi 8 novembre 2019 (18:35-19:45)   | 1 520 000                 | 9,5 %                                | [ 21 ]     |
| -                             | Lundi 11 novembre 2019 (18:35-19:45)     | 1 880 000                 | 9,6 %                                | [ 22 ]     |
| -                             | Mardi 12 novembre 2019 (18:35-19:45)     | 1 650 000                 | 9,8 %                                | [ 23 ]     |
| -                             | Mercredi 13 novembre 2019 (18:35-19:45)  | 1 670 000                 | 9,7 %                                | [ 24 ]     |
| -                             | Jeudi 14 novembre 2019 (18:35-19:45)     | 1 550 000                 | 9,0 %                                | [ 25 ]     |
| Finale de la semaine 3        | Vendredi 15 novembre 2019 (18:35-19:45)  | 1 610 000                 | 9,5 %                                | [ 26 ]     |
| -                             | Lundi 18 novembre 2019 (18:35-19:45)     | 1 690 000                 | 9,6 %                                | [ 27 ]     |
| -                             | Mardi 19 novembre 2019 (18:35-19:45)     | 1 790 000                 | 10,2 %                               | [ 28 ]     |
| -                             | Mercredi 20 novembre 2019 (18:35-19:45)  | 1 770 000                 | 10,2 %                               | [ 29 ]     |
| -                             | Jeudi 21 novembre 2019 (18:35-19:45)     | 1 710 000                 | 10,2 %                               | [ 30 ]     |
| Finale de la semaine 4        | Vendredi 22 novembre 2019 (18:35-19:45)  | 1 740 000                 | 10.4 %                               | [ 31 ]     |
| -                             | Lundi 25 novembre 2019 (18:35-19:45)     | 1 920 000                 | 10,7 %                               | [ 32 ]     |
| -                             | Mardi 26 novembre 2019 (18:35-19:45)     | 1 670 000                 | 9,6 %                                | [ 33 ]     |
| -                             | Mercredi 27 novembre 2019 (18:35-19:45)  | 1 760 000                 | 10,2 %                               | [ 34 ]     |
| -                             | Jeudi 28 novembre 2019 (18:35-19:45)     | 1 700 000                 | 9,9 %                                | [ 35 ]     |
| Finale de la semaine 5        | Vendredi 29 novembre 2019 (18:35-19:45)  | 1 590 000                 | 10,0 %                               | [ 36 ]     |
| -                             | Lundi 2 décembre 2019 (18:35-19:45)      | 1 780 000                 | 9,9 %                                | [ 37 ]     |
| -                             | Mardi 3 décembre 2019 (18:35-19:45)      | 1 640 000                 | 9,3 %                                | [ 38 ]     |
| -                             | Mercredi 4 décembre 2019 (18:35-19:45)   | 1 830 000                 | 10,3 %                               | [ 39 ]     |
| -                             | Jeudi 5 décembre 2019 (18:35-19:45)      | 1 710 000                 | 9,3 %                                | [ 40 ]     |
| Finale de la semaine 6        | Vendredi 6 décembre 2019 (18:35-19:45)   | 1 590 000                 | 9,9 %                                | [ 41 ]     |
| -                             | Lundi 9 décembre 2019 (18:35-19:45)      | 1 810 000                 | 9,9 %                                | [ 42 ]     |
| -                             | Mardi 10 décembre 2019 (18:35-19:45)     | 1 670 000                 | 9,7 %                                | [ 43 ]     |
| -                             | Mercredi 11 décembre 2019 (18:35-19:45)  | 1 720 000                 | 9,7 %                                | [ 44 ]     |
| -                             | Jeudi 12 décembre 2019 (18:35-19:45)     | 1 870 000                 | 10,6 %                               | [ 45 ]     |
| Finale de la semaine 7        | Vendredi 13 décembre 2019 (18:35-19:45)  | 1 730 000                 | 10,6 %                               | [ 46 ]     |
| -                             | Lundi 16 décembre 2019 (18:35-19:45)     | 1 720 000                 | 9,5 %                                | [ 47 ]     |
| -                             | Mardi 17 décembre 2019 (18:35-19:45)     | 1 720 000                 | 9,7 %                                | [ 48 ]     |
| -                             | Mercredi 18 décembre 2019 (18:35-19:45)  | 1 690 000                 | 9,5 %                                | [ 49 ]     |
| -                             | Jeudi 19 décembre 2019 (18:35-19:45)     | 1 720 000                 | 10,1 %                               | [ 50 ]     |
| Finale de la semaine 8        | Vendredi 20 décembre 2019 (18:35-19:45)  | 1 740 000                 | 10,7 %                               | [ 51 ]     |
| -                             | Lundi 23 décembre 2019 (18:35-19:45)     | 1 590 000                 | 9,5 %                                | [ 52 ]     |
| -                             | Mardi 24 décembre 2019 (18:35-19:45)     | 980 000                   | 7,6 %                                | [ 53 ]     |
| -                             | Mercredi 25 décembre 2019 (18:35-19:45)  | 1 270 000                 | 8,9 %                                | [ 54 ]     |
| -                             | Jeudi 26 décembre 2019 (18:35-19:45)     | 1 660 000                 | 9,7 %                                | [ 55 ]     |
| Finale de la semaine 9        | Vendredi 27 décembre 2019 (18:35-19:45)  | 1 740 000                 | 10,3 %                               | [ 56 ]     |
| Semaine 10 - Quarts de finale | Lundi 30 décembre 2019 (18:35-19:45)     | 1 740 000                 | 10,3 %                               | [ 57 ]     |
| Semaine 10 - Quarts de finale | Mardi 31 décembre 2019 (18:35-19:45)     | 1 350 000                 | 9,2 %                                | [ 58 ]     |
| Semaine 10 - Quarts de finale | Mercredi 1er janvier 2020 (18:35-19:45)  | 2 000 000                 | 10,9 %                               | [ 59 ]     |
| Semaine 10 - Demi-finale      | Jeudi 2 janvier 2020 (18:35-19:45)       | 1 800 000                 | 10,4 %                               | [ 60 ]     |
| Semaine 10 - Finale           | Vendredi 3 janvier 2020 (18:35-19:45)    | 2 180 000                 | 12,2 %                               | [ 61 ]     |

Légende :
- Plus hauts scores d'audiences
- Plus bas scores d'audiences

|  |

|  |